# Дворцовая кавалерия
Дворцовая кавалерия (англ. Household Cavalry) — гвардейская кавалерия Британской армии.
Гвардейская кавалерия была создана в 1661 году Карлом II и исторически состоит из двух полков — Лейб-гвардия (англ. Life Guards) и Королевские и Синие (англ. Blues and Royals).
У неё две роли: как конный полк (Household Cavalry Mounted Regiment), который размещен в Найтсбриджских казармах в Лондоне в районе Гайд-парка и участвует в различных церемониалах, и как бронетанковый разведывательный полк (Household Cavalry Regiment), вооруженный боевыми машинами «Аякс»
(до 2020-х годов был вооружен боевыми машинами типа CVR(T)), который размещён в Уилтшире.

## Household Cavalry Mounted Regiment
Household Cavalry Mounted Regiment был создан в 1946 году и состоит из двух эскадронов: Life Guards и Blues and Royals. В нём 250 лошадей.
20 июля 1982 года террористы «Временной» ИРА взорвали заминированную автомашину, когда конногвардейцы ехали верхом в Гайд-парке к своей казарме. Было убито 4 гвардейца и 7 лошадей.

## Household Cavalry Regiment
Полк дворцовой кавалерии, четырёхэскадронного состава, был создан 1992 году путём слияния полков  Лейб-гвардия и Королевские и Синие. Каждый из полков при этом сохраняет свою форму и своего полковника. Каждый состоит из двух эскадронов, вместе формирующих четыре эскадрона дворцовой кавалерии.
Полк принимал участие в миротворческих миссиях в Боснии и в Косове, в операциях в Ираке и в Афганистане.

## Интересные факты
- В полку существует отличная от обычной система званий, в частности, нет сержантов[5].
- «Капрал-кавалерист» Крейг Харрисон из «Блюз эн' Ройалз» произвел самый дальний зарегистрированный смертельный снайперский выстрел патроном до .50-го (12,7) калибра — .338 Lapua Magnum (8,58х70). В ноябре 2009 года в бою на местности к югу от селения Муса-Кала в провинции Гильменд он поразил пулемётчика талибов из снайперской винтовки L115A3 Long Range Rifle с расстояния 2475 метров[6].
- Известный британский певец Джеймс Блант проходил службу в полку Лейб-гвардии.
- В рядах «Блюз энд Ройялс» начинал военную службу принц Гарри, герцог Сассекский.
- Полком командовал Эндрю Паркер-Боулз, первый муж королевы Камиллы.
- Оригинальные украшения для конской сбруи полков были изготовлены фирмой «Фаберже». Ныне находятся в музее Дворцовой кавалерии в здании Конной гвардии в Лондоне.